# 麻叶栒子
麻叶栒子（学名：Cotoneaster rhytidophyllus）是蔷薇科栒子属的植物，为中国的特有植物。分布于中国大陆的贵州、四川等地，生长于海拔1,200米至2,600米的地区，多生于石山、荒地疏林内及密林边干燥地，目前已由人工引种栽培。

## 别名
瓦屋栒子（经济植物手册）